# Marietta (comtat d'Adair)
Marietta, també Maryetta, és una concentració de població designada pel cens al Comtat d'Adair (Oklahoma). Segons el cens del 2000 tenia 138 habitants.

## Demografia
Segons el cens del 2000, Maryetta tenia 138 habitants, 47 habitatges, i 33 famílies. La densitat de població era de 29,8 habitants per km².
Dels 47 habitatges en un 40,4% hi vivien nens de menys de 18 anys, en un 42,6% hi vivien parelles casades, en un 21,3% dones solteres, i en un 27,7% no eren unitats familiars. En el 25,5% dels habitatges hi vivien persones soles el 12,8% de les quals corresponia a persones de 65 anys o més que vivien soles. El nombre mitjà de persones vivint en cada habitatge era de 2,94 i el nombre mitjà de persones que vivien en cada família era de 3,59.
Per edats la població es repartia de la següent manera: un 27,5% tenia menys de 18 anys, un 16,7% entre 18 i 24, un 25,4% entre 25 i 44, un 18,8% de 45 a 60 i un 11,6% 65 anys o més.
L'edat mediana era de 30 anys. Per cada 100 dones de 18 o més anys hi havia 96,1 homes.
La renda mediana per habitatge era de 16.875 $ i la renda mediana per família de 21.250 $. Els homes tenien una renda mediana de 16.667 $ mentre que les dones 15.000 $. La renda per capita de la població era de 7.916 $. Entorn del 21,9% de les famílies i el 36,4% de la població estaven per davall del llindar de pobresa.

## Poblacions properes
El següent diagrama mostra les poblacions més properes.